# Sándor Festetics

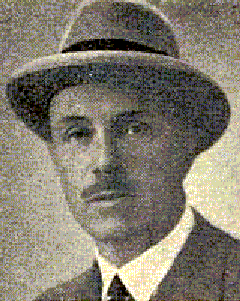
Sándor Festetics

Sándor Graf Festetics von Tolna (* 31. Mai 1882 in Dég; † 12. September 1956 in Balatonrendes) war ein ungarischer Politiker und 1918 bis 1919 für wenige Wochen Verteidigungsminister.

## Leben
Sándor Festetics entstammte dem Déger Zweig der alten ungarischen Adelsfamilie Festetics und wurde als Sohn des einstigen Ackerbauministers Andor Festetics geboren. Nach dem Jurastudium in Budapest wurde Festetics Diplomat und war an verschiedenen Gesandtschaften Österreich-Ungarns in Europa, darunter auch Italien, angestellt. Nach Beginn des Weltkrieges leistete er Kriegsdienst an der russischen und italienischen Front, wofür er unter anderem mit dem Orden der Eisernen Krone III. Klasse ausgezeichnet wurde. Ende des Krieges widmete er sich der Bewirtschaftung seiner Güter und gründete einen Landwirteverband. Am 30. Dezember 1918 berief ihn Mihály Károlyi als Verteidigungsminister in sein Kabinett ein. Festetics trat jedoch bereits nach drei Wochen am 18. Januar 1919 von diesem Amt zurück. Er lebte zunächst zurückgezogen auf seinen Gütern und widmete sich erneut deren Bewirtschaftung, bis er 1931 als Mitglied der Einheitspartei (ung. Egységes Párt) für den Wahlkreis Enying Mitglied des Abgeordnetenhauses wurde. Als Sympathisant der sich später Pfeilkreuzler nennenden Partei, trat er 1934 aus der Einheitspartei aus, und wurde 1935 als Leiter der Ungarischen Nationalsozialistischen Partei erneut Parlamentsabgeordneter.